# Digitaria ternata
Digitaria ternata là một loài thực vật có hoa trong họ Hòa thảo. Loài này được (A.Rich.) Stapf mô tả khoa học đầu tiên năm 1898.